# Анамбас
Анамбас — невеликий архіпелаг на півночі Індонезії. Острови лежать у Південнокитайському морі на пів дорозі між Малайзією та Калімантаном. Складається з 6 островів: Матак, Пулау Бава, Сіантан (Теремпа), Мубур, Джемая і Кіабу. На островах проживає понад 37 тис. осіб.